# المجابرة (الجبل الغربي)
المجابرة قرية ليبية تقع بجبل نفوسة (الجبل الغربي) جنوب غرب طرابلس وتبعد مسافة 260 كيلو متر تقريباً, تعدد السكان حوالي 5000 نسمة اغلبيتهم من قبيلة المجابرة.
حدودها من الشمال منطقة الرويس تحت الجبل ومن الجنوب الحمادة الحمراء ومن الغرب قرية الحوامد ومن الشرق كاباو وهي تتبع مدينة كاباو إدارياً.